# Fino Fini
Fino Fini (Firenze, 9 febbraio 1928 – Firenze, 16 settembre 2020) è stato un medico e scrittore italiano.

## Biografia
Fu il medico della nazionale italiana dal 1962 al 1982, quando gli Azzurri vinsero il loro terzo titolo mondiale assieme a Leonardo Vecchiet. Fu presente anche nel campionato europeo 1968 vinto dall'Italia. Fu anche medico della Nazionale Juniores dal 1958 al 1970. Ha lavorato con numerosi commissari tecnici azzurri quali: Paolo Mazza, Giovanni Ferrari, Edmondo Fabbri, Ferruccio Valcareggi, Fulvio Bernardini e Enzo Bearzot. 
Dopo la disfatta nel campionato mondiale 1966, Fabbri accusò Fini di aver compiuto degli esperimenti medico-scientifici sui giocatori della nazionale e su Giacomo Bulgarelli in particolare. Nella prima gara contro il Cile, il giocatore rossoblù si era infortunato ad un ginocchio e si presumeva che contro l'Unione Sovietica non avrebbe giocato, ma il dottor Fini disse che il ragazzo poteva giocare. Poi avvenne la famosa gara persa contro la Corea del Nord, dove lo stesso Bulgarelli, schierato in non buone condizioni fisiche, dovette lasciare il campo dopo la mezz'ora, lasciando gli Azzurri in 10 uomini. Le inevitabili polemiche che avvennero poi e coinvolsero anche il medico, che minacciò di querelare Fabbri, non trovarono nessun riscontro e anche il giocatore bolognese respinse questa accusa dell'ex commissario tecnico.
Fu direttore per quasi trent'anni del Centro tecnico federale Luigi Ridolfi, dal 1967 al 1996. Fu componente della commissione tecnica dell'UEFA dal 1972 al 1995 e componente della commissione consultiva medica della FIFA dal 1978 al 1995. Amava confrontarsi spesso con i medici sociali delle squadre, come i professori Francesco La Neve, Renato Ziaco, Luigi Colombo, Giovanni Battista Monti, Bruno Anselmi.
Come medico della nazionale ha partecipato a sei spedizioni del campionato mondiale, da quella di Cile 1962 a quella di Spagna 1982. È stato l'ideatore del Museo del Calcio, inaugurato nel 2000, dove si possono ammirare cimeli calcistici di grande prestigio e valore. È stato membro della Fondazione Artemio Franchi Onlus. Ha scritto anche alcuni testi medico-sportivi tra la fine degli anni 1980 e l'inizio degli anni 1990 del XX secolo.
È morto nel 2020, all'età di 92 anni. Nel 2022 è stato introdotto nella Hall of Fame del calcio italiano.

## Opere
- Fino Fini, Alberto Codovini, L'alimentazione per una migliore prestazione, Edizioni Prhomos, Perugia, 1988.

- Fino Fini, Alberto Codovini, Gli Infortuni nel Calcio - Prevenzione, cura - Guida pratica, Edizioni Prhomos, Perugia, 1988.

- Fino Fini, I test nello sport, Edizioni Nuova Prhomos, Perugia, 1990.